# گرد بینینگ
گرد بینینگ (به آلمانی: Gerd Binnig) (متولد ۲۰ ژوئیه ۱۹۴۷) فیزیک‌دان آلمانی، و برنده جایزه نوبل است. او در فرانکفورت به دنیا آمد و دوران کودکی خود را نیز در آنجا سپری کرد. در سن ۱۵ سالگی مشغول به نوازندگی ویولن شد؛ و در سال ۱۹۶۹ ازدواج کرد. بینینگ دو فرزند دارد یک دختر زاده سوئیس و یک پسر زاده کالیفرنیا، سرگرمی‌های او شنا، گلف و مطالعه‌است.
در سال ۱۹۷۸، به پیشنهاد آی بی ام به گروه تحقیقاتی زوریخ پیوست. در سال ۱۹۸۶ او به همراه هاینریش روهرر به خاطر ساخت میکروسکوپ الکترونی تونلی روبشی یا میکروسکوپ تونلی روبشی موفق به دریافت جایزه نوبل فیزیک شدند.